# اچ‌ام‌اس ترور (۱۸۱۳)
اچ ام اس ترور (به انگلیسی: HMS Terror) یک کشتی توپدار جنگی بریتانیایی بود که برای نیروی دریایی سلطنتی بریتانیا در سال ۱۸۱۳ ساخته شد. این کشتی در چندین نبرد مربوط به "جنگ ۱۸۱۲" همچون نبرد بالتیمور شرکت داشت و دو دهه بعد از آن، به یک کشتی اکتشافی مخصوص تحقیقات قطب تبدیل گشت و در سفر اکتشافی جرج بک در شمالگان در حد فاصل سال‌های ۱۸۳۶ تا ۱۸۳۷ و سفر موفقیت‌آمیز جیمز کلارک راس به قطب شمال در حد فاصل سال‌های ۱۸۳۹ تا ۱۸۴۳ شرکت داشت. آخرین سفر این کشتی در سال ۱۸۴۵ در سفری اکتشافی و نافرجام به شمالگان بود که طی آن کاپیتانی این کشتی بر عهده فرانسیس کروزیر و کاپیتانی دیگر کشتی درگیر در این سفر، یعنی کشتی اچ ام اس اربوس، به عهدهٔ کاپیتان جان فرانکلین بود. با این حال رهبری سفر اکتشافی، با توجه به مقام بالاتر کاپیتان جان فرانکلین بر عهدهٔ کاپیتان جان فرانکلین بود.
هردو کشتی مزبور در آخرین سفر خود مفقود شدند و تا ۱۲ سپتامبر سال ۲۰۱۶ که بقایای اچ ام اس ترور در خلیج ترور کشف شد از سرنوشت آنان خبری در دست نبود.

## تاریخچه و خدمات نظامی
اچ ام اس ترور یک کشتی توپدار جنگی از نوع کلاس وسویوس بود که به سفارش نیروی دریایی سلطنتی بریتانیا در محل کشتی سازی دایوی در شهر توپشام در جنوب استان دوون ساخته شد و عملیات ساخت آن نزدیک به دو سال به طول انجامید. عرشه این کشتی ۳۱ متر طول داشت و وزن کشتی ۳۲۵ تن وزن داشت. همچنین این کشتی با دو خمپاره انداز سنگین و ده توپ جنگی مجهز شده بود و در ژوئن ۱۸۱۳ به آب انداخته شد.
اولین خدمت نظامی اج ام ترور در خلال جنگ ۱۸۱۲ علیه ایالات متحده بود.